# Манастир Тумане
Манастир Тумане је српски православни манастир из 14. века, који припада браничевској епархији. Налази се на девет километара удаљености од Голупца, у подножју голубачких планина, окружен шумом, на левој обали Туманске реке. Према народном предању, тумански манастир је задужбина Милоша Обилића.
Црква је посвећена Светом Арханђелу Гаврилу. Од 2018. манастир има шест монаха и једну монахињу, што га чини највећим у Браничевском управном округу. Због неколико историјских исцелитеља који су обитавали у манастиру, манастир Тумане често називају и „Острог на Дунаву”. Захваљујући верском туризму постао је најпосећенији манастир на простору Србије с почетка 21. века.

## Предање
За име манастира везано је неколико предања за Милоша Обилића, прослављеног косовског јунака. Милош је рођен у оближњем селу Кобиље, а имао свој дворац у оближњем селу Двориште.
Приликом одласка у лов нехотице је ранио испосника Зосима Синајита који је пребивао у оближњој пећини. Када га је понео видару на лечење пустињак му рече Ту мани тј. Нема лека - пусти да ту умрем. Да окаје грех Милош подиже задужбину- манастир у који положи Зосимове мошти. Док је зидао манастир стиже кнежев позив да дође у бој. Ту мани, па дођи на Косово. Од двоструког ту мани манастир добија име Туман.

## Историја
Не зна се тачно време изградње манастира. Први пут се појављује у 16. веку, у попису 1572/1573. године, у време султана Мурата III одређује локацију манастира код села Туман, у контексту дажбина које је имао према турском султану, уз шта се наводи и да су тада у манастиру живела два монаха. У манастиру су (1891) редовно одржавани "нарочити парастоси" Милошу Обилићу као задужбинару.
У другој половини 16. века настало је у овом манастиру једно књижевно дело: Тумански апокрифни зборник. У време Кочине крајине, манастир је паљен од стране Турака.
По подацима Максима Радковића, из 1733. године, црква манастира Тумана, храм светог Архистратига, била је стара, сазидана од камена, са сводом од камена и покривена циглом.
Обновљен је 1797. године а 1879. године је манастир доста оштећен у земљотресу. Године 1883. извршена је санација, а 1910. године до темеља је срушен злом вољом председника среза. Он је минирао Тумане на празник Цвети. Балкански ратови су одложили градњу нове цркве, па је садашња подигнута тек 1924. године.
Манастирски посед је био сиромашан, и као такав износио 1889. године: 14 хектара оранице и 395 хектара шуме.
Године 1934. у Туман је пресељено руско монашко братство из манастира Миљкова. Од 1966. године Туман је женски општежитељски манастир, што је био до 2014. године, када је, доласком младог братства, постао мушки манастир.
Манастиру је додељен  Сретењског ордена трећег степена (2024).

## Архитектура цркве
Манастирска црква посвећена је Светом архангела Гаврилу, зидана је у српско-византијском стилу. У наосу цркве се налази кивоти са моштима Преподобног Зосима Синајита и Преподобног Јакова Новог. Манастирски комплекс чине још и велики конак, мали конак, испосница изнад које се налази капела преподобног Зосима Синајита.
Испосница Зосима Синајита се налази на око 1 километар од манастира и до ње води узак асвалтирани пут.

## Братство
У манастиру је само сахрањен двоструки доктор наука Радоје Арсовић, потоњи монах и светац Јаков Арсовић (1893-1946), чије су мошти откривене као нетрулежне. До смрти је био сабрат манастира Жиче, који су бомбардовали савезници пред крај рата.
Свети Тадеј Витовнички је био духовник манастира једно време. Дуго година настојатељица манастира је била схи-игуманија Серафима Милорадовић.
На даљи развој манастирског братства утицао је долазак младог братства 2014. године, тако да је манастир који је раније био женски, постао мушки, што је утицало на неколико ствари, због којих је овај манастир постао једна од омиљених дестинација поклоника. Од 2016. године братство манастира је радило како на уређењу манастира и његове околине тако и на промоцији манастира, да би 28. маја 2017. године у манастиру Тумане био организован један од највећих сабора Српске православне цркве. Готово да није било организатора поклоничких путовања из Србије који тог дана није довео групу у овај манастир.

## Галерија
Од недавно у саставу манастирског комплекса се налази "ЗОО Парк" са животињама што употпуњује туристичку понуду.
- Кавез са птицама
- Кавез са нојевима.
- Ламе
- Кавез са козама.